# 灘手村
灘手村（なだてそん）は、鳥取県東伯郡にあった村。現在の倉吉市の一部にあたる。

## 地理
由良川支流・円城寺川の流域、四王子山北麓から久米が原台地にかけて位置していた。
- 河川：北条川[3]
- 山岳：蜘ケ家山[3]、向山[4]

## 歴史
- 1889年（明治22年）10月1日、町村制の施行により、久米郡寺谷村、上神村、尾原村、穴沢村、北面村、別所村、鋤村、谷村、津原村が合併して村制施行し、灘手村が発足[1][2]。旧村名を継承した寺谷村、上神村、尾原村、穴沢村、北面村、別所村、鋤村、谷村、津原村の9大字を編成[2]。役場は大字穴沢村に設置し、その後、大字尾原村に移転[5]。
- 1896年（明治29年）4月1日、郡の統合により東伯郡に所属[2]。
- 1914年（大正3年）11月1日、「灘手村大字○○村」から大字の「村」を削除し、「灘手村大字○○」と改称[6]。
- 1953年（昭和28年）10月1日、大字寺谷・上神が東伯郡倉吉町、西郷村、上井町、 上小鴨村、社村、上北条村、北谷村、高城村と合併し、市制施行して倉吉市を新設[1][2]。合併後、倉吉市大字寺谷・上神となり、灘手村は7大字となる[2]。
- 1955年（昭和30年）5月1日、倉吉市に編入され廃止[1][2]。編入後、倉吉市大字尾原・穴沢・北面・別所・鋤・谷・津原となる[2]。

## 産業
- 農業、養蚕[2]
- 窯業（上神焼）[3]
- 産物：米、麦、サツマイモ、スイカ[2]

## 教育
- 1873年（明治6年）谷学校開校[7]、上神学校開校[3]。1875年（明治8年）谷学校、上神学校が合併し別所小学校設立[2]。1888年（明治21年）別所尋常小学校に改称[2]。1893年（明治26年）灘手尋常小学校に改称[2]。1900年（明治33年）高等科設置[2]。1939年（昭和14年）大字尾原に校舎新築移転[2]。1941年（昭和16年）灘手国民学校を経て1947年（昭和22年）灘手小学校に改称[2]。（のち倉吉市立灘手小学校）

## 名所・旧跡
- 上神大将塚古墳（円墳）[3]